# Lihons
Lihons, est une commune française située dans le département de la Somme, en région Hauts-de-France.

## Géographie

### Localisation

#### Communes limitrophes
| Vauvillers et Framerville-Rainecourt | Herleville         | Vermandovillers |
| Rosières-en-Santerre                 | Lihons             | Chaulnes        |
| Méharicourt                          | Maucourt et Chilly |                 |

Lihons est située sur un des points les plus élevés du Santerre (84 à 110 m), à 40 km à l'est d'Amiens. La commune s'étend sur 1 242 hectares principalement  occupée de terres labourables et de quelques bois.
Nature du sol et du sous-sol
La formation du sol de la commune date de l'ère tertiaire. Il est composé d'une couche d'argile de quelques mètres d'épaisseur qui repose sur un banc de sable épais d'une dizaine de mètres. En dessous, se trouve la craie.
Relief, paysage, végétation
La commune de Lihons se situe sur le plateau du Santerre dont elle abrite le point culminant, au lieu-dit : la Sole du Télégraphe (112 m d'altitude). Plusieurs dépressions ou vals se répartissent sur le territoire communal.
Hydrographie
La nappe phréatique est située à neuf mètres sous le niveau du sol. Aucun cours d'eau ne traverse la commune. Toutefois, autrefois existaient deux sources dont l'eau s'écoulait en ruisseau : 
- la source du grand manoir alimentait entre autres un moulin ;
- la fontaine  de  Saint-Médard, formait  d'abord  l'étang  du prieuré puis traversait la prairie[1].

Climat
Le climat de Lihons est tempéré océanique avec vents dominants de sud et d'ouest.
Voies de communication
La commune est desservie par l'ex-route nationale 337 (actuelle RD 337) reliant Nesle à Bayonvillers et qui la raccorde à l'ex-route nationale 29.
Urbanisme et aménagement du territoire
La commune de Lihons a un habitat groupé autour de la place avec quelques fermes isolées.

### Hydrographie
La commune est située dans le bassin Artois-Picardie. Elle n'est drainée par aucun cours d'eau.

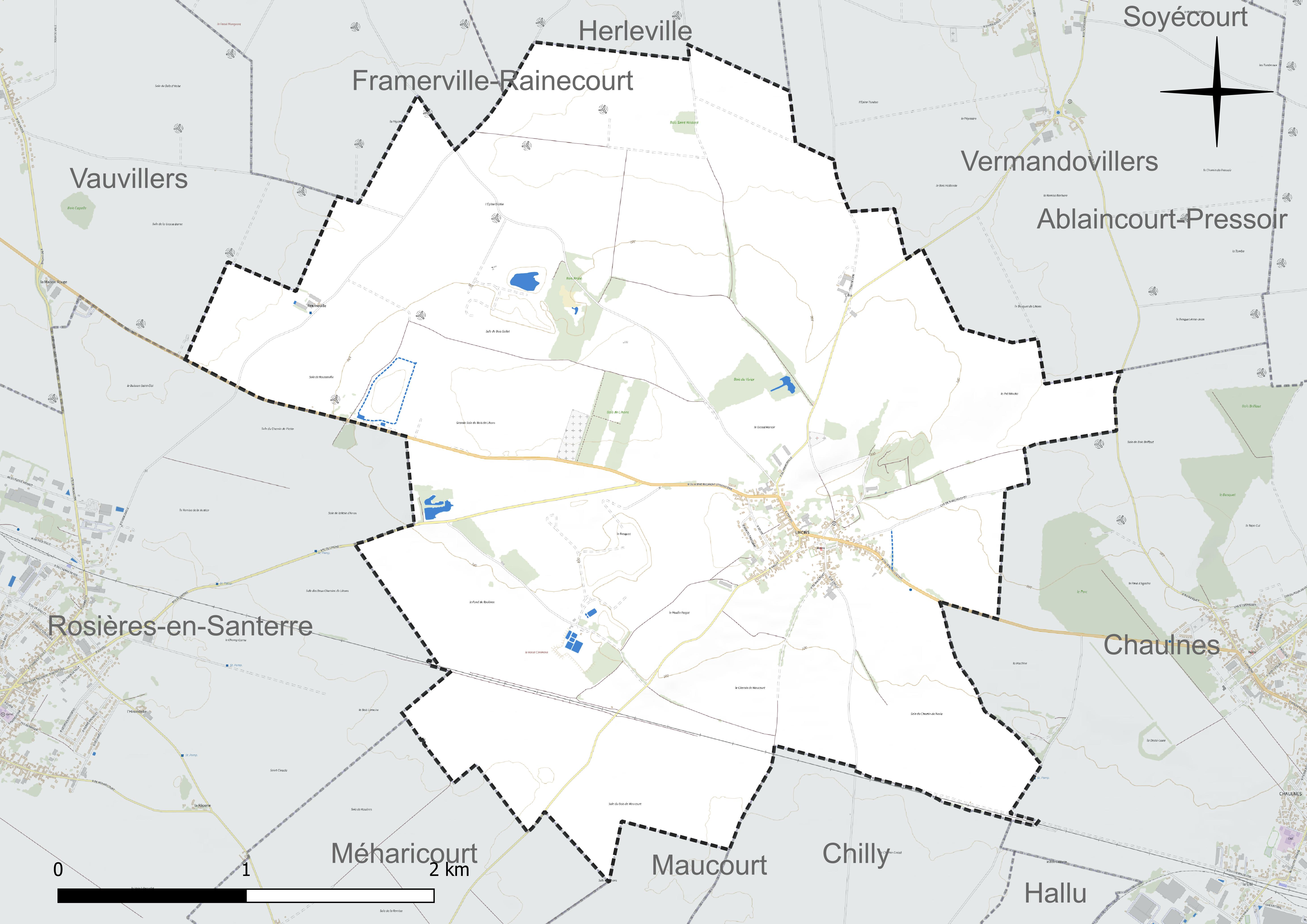
Réseau hydrographique de Lihons.

### Climat
Pour des articles plus généraux, voir Climat des Hauts-de-France et Climat de la Somme.
En 2010, le climat de la commune est de type climat océanique dégradé des plaines du Centre et du Nord, selon une étude du CNRS s'appuyant sur une série de données couvrant la période 1971-2000. En 2020, Météo-France publie une typologie des climats de la France métropolitaine dans laquelle la commune est exposée à un climat océanique et est dans la région climatique Nord-est du bassin Parisien, caractérisée par un ensoleillement médiocre, une pluviométrie moyenne régulièrement répartie au cours de l'année et un hiver froid (3 °C).
Pour la période 1971-2000, la température annuelle moyenne est de 10,3 °C, avec une amplitude thermique annuelle de 14,4 °C. Le cumul annuel moyen de précipitations est de 711 mm, avec 11,9 jours de précipitations en janvier et 8,7 jours en juillet. Pour la période 1991-2020, la température moyenne annuelle observée sur la station météorologique la plus proche, située sur la commune de Rouvroy-en-Santerre à 7 km à vol d'oiseau, est de 10,8 °C et le cumul annuel moyen de précipitations est de 635,8 mm,. Pour l'avenir, les paramètres climatiques de la commune estimés pour 2050 selon différents scénarios d'émission de gaz à effet de serre sont consultables sur un site dédié publié par Météo-France en novembre 2022.

## Urbanisme

### Typologie
Au 1er janvier 2024, Lihons est catégorisée commune rurale à habitat dispersé, selon la nouvelle grille communale de densité à sept niveaux définie par l'Insee en 2022.
Elle est située hors unité urbaine et hors attraction des villes,.

### Occupation des sols
L'occupation des sols de la commune, telle qu'elle ressort de la base de données européenne d'occupation biophysique des sols Corine Land Cover (CLC), est marquée par l'importance des territoires agricoles (91,8 % en 2018), en diminution par rapport à 1990 (95,3 %). La répartition détaillée en 2018 est la suivante : terres arables (87,9 %), zones urbanisées (4,7 %), zones agricoles hétérogènes (3,9 %), mines, décharges et chantiers (3,5 %). L'évolution de l'occupation des sols de la commune et de ses infrastructures peut être observée sur les différentes représentations cartographiques du territoire : la carte de Cassini (XVIIIe siècle), la carte d'état-major (1820-1866) et les cartes ou photos aériennes de l'IGN pour la période actuelle (1950 à aujourd'hui).

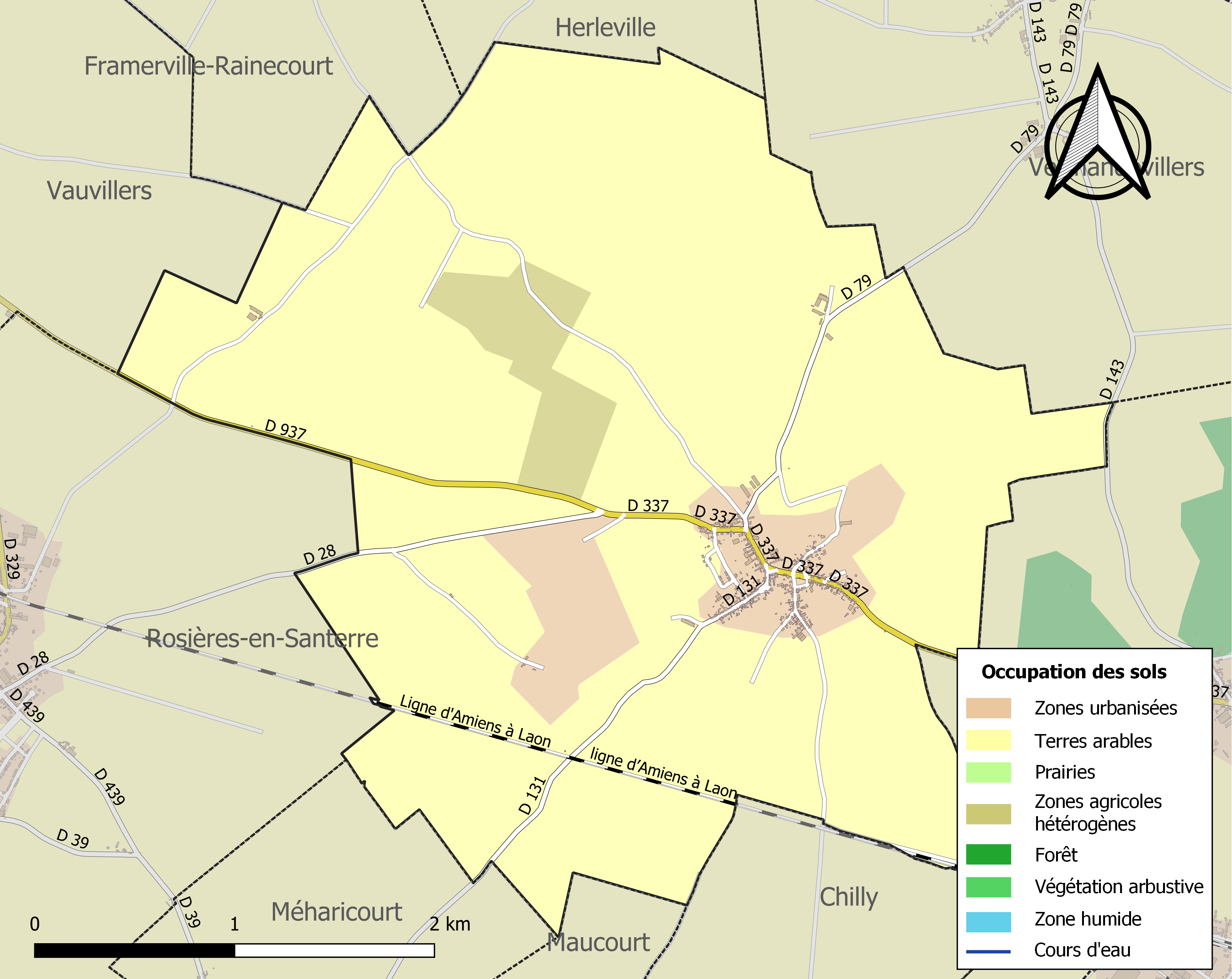
Carte des infrastructures et de l'occupation des sols de la commune en 2018 (CLC).

### Voies de communication et transports
La localité est desservie par les lignes de bus no 47 et no 59 du réseau de cars inter-urbain Trans'80, Péronne-Amiens et Rosières-Amiens, chaque jour de la semaine, sauf le dimanche et les jours fériés.

## Toponymie
On rencontre plusieurs formes pour désigner Lihons dans les textes anciens :  Lihumin Santeriensis, Lihums (1215)...
Le nom du village viendrait de la défaite qu'auraient subie les Huns en un lieu proche de Lihons.

## Histoire
Une tradition issue  des chroniques de Saint-Denis fait remonter à l'an 450 l'origine de Lihons liée à une bataille contre les Huns. Une chapelle aurait été édifiée pour commémorer l'événement, et ensuite un prieuré.

### Moyen Âge
L'histoire de Lihons a été très fortement marquée depuis le Moyen Âge par la présence du prieuré Saints-Pierre-et-Paul de l'ordre bénédictin.
Le seigneur de Lihons était le prieur, qui disposait de tous les droits de  vicomté, comme ceux de mesure, de forage, de voirie et de chasse. Il fallait la permission  des  moines pour jouer aux « trémarels », ancien jeu de hasard où l'on se servait de dés. Les habitants obtiennent une charte communale en 1123 inspirée de celle obtenue à Amiens, mais l'administration communale reste étroitement contrôlée par le prieur,.
À Lihons, un autre fief seigneurial dépendant du prieuré, se trouve au Grand Manoir. Il se compose d'un château fort d'une superficie d'environ 300 journaux en bâtiments, fossés, cours, jardins, prés, bois, étangs, et 50 journaux de terres en culture avec une  chapelle. La seigneurie du Grand Manoir passe ultérieurement par mariage à la famille de Soyécourt.
En 1308, un incendie détruit une grande partie du village.
En 1415, un certain Mauroy de Saint-Léger vient piller le village et le prieuré. En 1417, Jean de Luxembourg, envoyé du duc de Bourgogne séjourne à Lihons avec ses troupes jusqu'au 10 décembre. En 1430, c'est le duc Philippe le Bon lui-même qui est présent à Lihons.
En 1436 et 1437, Lihons doit subir les exactions des Écorcheurs Antoine de Chabannes, Robert Floquet et de leurs hommes qui pillent le village.
En 1440, c'est le chef anglais Talbot, à la tête de 2 000 soldats, qui investit le bourg. Les habitants réfugiés dans l'église refusent de se rendre, celle-ci est incendiée, trois cents habitants auraient alors péri.
En 1468, le roi d'Angleterre Henri VI établit son camp à Lihons.
En 1472 Charles le Téméraire s'installe à Lihons avant d'entreprendre le siège et le sac de Nesle.

### Epoque moderne
En 1523, les Anglo-hollandais prennent Lihons. En 1552, ce sont les Espagnols du comte de Rœux qui brûlent le village.
En 1771, un incendie consume 109 maisons du village.

### Époque contemporaine

#### XIXesiècle
À la fin de l'épopée napoléonienne, lors de la campagne de France (1814) et des Cent-Jours (1815) les Cosaques occupent Lihons. La mémoire collective en a gardé un souvenir horrifié à la fin du XIXe siècle.
Un poste de télégraphe Chappe était établi dans la commune. Il a été démoli en 1850.

#### Première Guerre mondiale, la commune de Lihons dévastée
Dès le 29 août 1914, la commune est occupée par l'armée allemande qui l'évacue à la suite de la bataille de la Marne. De violents combats opposent les armées française et allemande le 24 septembre 1914 pour la maîtrise du bourg, point culminant de la région et donc position stratégique. Le bourg est alors en grande partie détruit. De nouveaux combats s'engagent en 1915 pour sa maîtrise. En 1916, Lihons se trouve dans la zone des combats de la bataille de la Somme. En 1917, les Allemands se replient sur la ligne Hindenburg et l'armée française est remplacée par l'armée britannique. À nouveau reprise par les Allemands le 26 mars 1918, le 11 août 1918, durant la bataille de Picardie (08-1918), la commune est libérée par l'armée australienne, l'Australian Army. À l'issue de la guerre, le village est entièrement détruit.

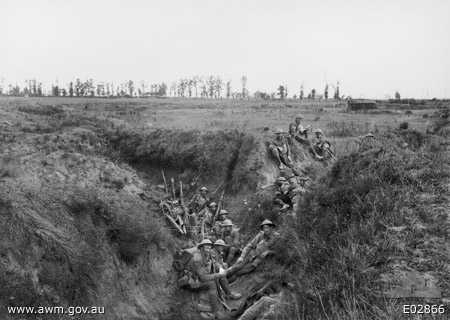
Soldats australiens à Lihons en 1918.

La commune est décorée de la Croix de guerre 1914-1918 le 27 octobre 1920, et le village est reconstruit dans l'entre-deux-guerres
La commune a également été décorée de la Croix de guerre 1939-1945 le 11 novembre 1948.

## Politique et administration

### Rattachements administratifs et électoraux
La commune se trouve dans l'arrondissement de Péronne du département de la Somme. Pour l'élection des députés, elle fait partie depuis 1958 de la cinquième circonscription de la Somme.
Elle faisait partie depuis 1793 du canton de Chaulnes. Dans le cadre du redécoupage cantonal de 2014 en France, la commune est intégrée au canton de Ham.

### Intercommunalité
La commune était adhérente de la communauté de communes de Haute-Picardie créée en 1994 sous le nom de communauté de communes de Chaulnes et environs, et qui a pris sa dénomination de communauté de communes de Haute-Picardie en 1999.
Dans le cadre des dispositions de la loi portant nouvelle organisation territoriale de la République du 7 août 2015, qui prévoit que les établissements publics de coopération intercommunale (EPCI) à fiscalité propre doivent avoir un minimum de 15 000 habitants, la préfète de la Somme propose en octobre 2015 un projet de nouveau schéma départemental de coopération intercommunale (SDCI) qui prévoit la réduction de 28 à 16 du nombre des intercommunalités à fiscalité propre du département.
Le projet préfectoral prévoit la « fusion des communautés de communes de Haute Picardie et du Santerre », le nouvel ensemble de 17 954 habitants regroupant 46 communes,,. À la suite de l'avis favorable de la commission départementale de coopération intercommunale en janvier 2016, la préfecture sollicite l'avis formel des conseils municipaux et communautaires concernés en vue de la mise en œuvre de la fusion le 1er janvier 2017.
Cette procédure aboutit à la création au 1er janvier 2017 de la communauté de communes Terre de Picardie, dont la commune est désormais membre.

### Liste des maires
| Période                                  | Période                      | Identité            | Étiquette | Qualité                         |
| ---------------------------------------- | ---------------------------- | ------------------- | --------- | ------------------------------- |
| Les données manquantes sont à compléter. |                              |                     |           |                                 |
| décembre 1919                            | novembre 1922                | Napoléon Beaufils   |           |                                 |
| novembre 1922                            | juillet 1925                 | Antonin Poiret      |           |                                 |
| juillet 1925                             | janvier 1939                 | Victor Bonte        |           |                                 |
| avril 1939                               | octobre 1943                 | Ernest Tissier      |           |                                 |
| octobre 1943                             | février 1944                 | Paul Vanneufville   |           | Faisant fonction de maire       |
| octobre 1944                             | mars 1945                    | Alfred Letellier    |           |                                 |
| mai 1945                                 | novembre 1946                | Paul Lepère         |           |                                 |
| novembre 1946                            | mars 1983                    | Marcel Froissard    |           |                                 |
| mars 1983                                | juin 1995                    | Albert Vanneufville |           |                                 |
| juin 1995                                | En cours (au 8 octobre 2020) | Robert Billoré      | NC        | Réélu pour le mandat 2020-2026, |

## Population et société

### Démographie
Ses habitants sont appelés les Lihonsois.
L'évolution du nombre d'habitants est connue à travers les recensements de la population effectués dans la commune depuis 1793. Pour les communes de moins de 10 000 habitants, une enquête de recensement portant sur toute la population est réalisée tous les cinq ans, les populations de référence des années intermédiaires étant quant à elles estimées par interpolation ou extrapolation. Pour la commune, le premier recensement exhaustif entrant dans le cadre du nouveau dispositif a été réalisé en 2006.

En 2022, la commune comptait 461 habitants, en évolution de +5,49 % par rapport à 2016 (Somme : −1,26 %, France hors Mayotte : +2,11 %).
| 1793  | 1800  | 1806  | 1821  | 1831  | 1836  | 1841  | 1846  | 1851  |
| ----- | ----- | ----- | ----- | ----- | ----- | ----- | ----- | ----- |
| 1 354 | 1 110 | 1 162 | 1 205 | 1 248 | 1 264 | 1 212 | 1 264 | 1 269 |

| 1856  | 1861  | 1866  | 1872  | 1876  | 1881  | 1886 | 1891  | 1896 |
| ----- | ----- | ----- | ----- | ----- | ----- | ---- | ----- | ---- |
| 1 207 | 1 218 | 1 222 | 1 241 | 1 230 | 1 118 | 990  | 1 040 | 909  |

| 1901 | 1906 | 1911 | 1921 | 1926 | 1931 | 1936 | 1946 | 1954 |
| ---- | ---- | ---- | ---- | ---- | ---- | ---- | ---- | ---- |
| 824  | 741  | 653  | 380  | 404  | 454  | 466  | 366  | 389  |

| 1962 | 1968 | 1975 | 1982 | 1990 | 1999 | 2006 | 2011 | 2016 |
| ---- | ---- | ---- | ---- | ---- | ---- | ---- | ---- | ---- |
| 435  | 384  | 366  | 321  | 366  | 377  | 386  | 389  | 437  |

| 2021 | 2022 | - | - | - | - | - | - | - |
| ---- | ---- | - | - | - | - | - | - | - |
| 459  | 461  | - | - | - | - | - | - | - |

### Enseignement
En  2007, les enfants de la commune étaient scolarisés au sein d'un regroupement pédagogique intercommunal (RPI) regroupant Lihons et Proyart, soit 133 élèves au total.

### Musique
L'ancienne école communale a été transformée en école de musique  intercommunale. À la rentrée 2018, l'école de musique de Haute-Picardie compte 113 inscrits,.

### Manifestations culturelles et festivités
La deuxième édition du Festilihons a attiré 3 600 spectateurs sur 4 jours en 2019. L'édition suivante est prévue en 2021.

## Économie
L'activité économique dominante est l'agriculture. Les services sont représentés un café restaurant nommé « chez Claude » [Quand ?].
Selon le recensement de 1999, il y avait 60  emplois  présents sur la commune, dont 26 occupés par des habitants de Lihons. Les entreprises étaient alors : 
- une entreprise de traitement de déchets ;
- un centre d'enfouissement technique ;
- deux entreprises d'extraction et de traitements de matériaux de routes ;
- une menuiserie métallique ;
- un garage automobile – carrosserie ;
- un bar restaurant ;
- une infirmière ;
- une coiffeuse.

On comptait à la même époque huit exploitations agricoles, et la commune disposait d'une surface agricole utile (SAU) de 411 ha dont 405  sont  des  terres  labourables : l'activité agricole était essentiellement céréalière, et l'élevage de bovins était marginal.

## Culture locale et patrimoine

### Lieux et monuments
- Église Saint-Médard : détruite pendant la Grande Guerre[42],[43], l'église a été reconstruite pendant l'entre-deux-guerres.
- La tombe du prince Murat : située à la lisière nord-est du village au Bois Cepey, dans un parc, cette tombe a été érigée par sa famille et offerte à la commune en 1961. Elle est surplombée d'une aigle impériale et abrite la dépouille du prince Murat. L'épitaphe suivante y est gravée :

« À cette place, où il a été tué, repose Louis Marie Michel Joachim Napoléon Prince Murat, né à Rocquencourt, Seine-et-Oise, le 8 septembre 1896, engagé volontaire, maréchal des logis au 5e régiment de cuirassiers à pied, mort pour la France le 21 août 1916, petit-neveu de Napoléon Ier, petit-fils de : Joachim Murat, engagé volontaire, Maréchal de France, Prince et Grand Amiral de l'Empire Français, Grand-duc de Berg et de Clèves, Roi de Naples, a commandé en chef la Grande Armée ; de Michel Ney, engagé volontaire, Maréchal de France, Duc d'Elchingen, Prince de la Moskova, le Brave des Braves ; et d'Alexandre Berthier, Maréchal de France, Prince de Wagram, Prince souverain de Neuchâtel et de Valengin, major général de la Grande Armée. Comme eux, il a servi sa patrie. »

- Nécropole nationale française

Ce cimetière militaire français rassemble  les corps de 6 581 soldats de la Première Guerre mondiale tués essentiellement lors de  la bataille de la Somme.
- Plaque sur la mairie en hommage aux anciens de la 27e division d'infanterie française.
- Chapelle située sur  la RD 79 et nombreux calvaires. La chapelle, primitivement dédiée à Notre-dame de Miséricorde a été construite en 1840. Détruite en 1914, elle est réédifiée en 1929, comme l'église, et devient chapelle Notre-Dame-de-Lourdes. Elle est située près de la ferme de Lihu, en direction de Vermandovillers[45].

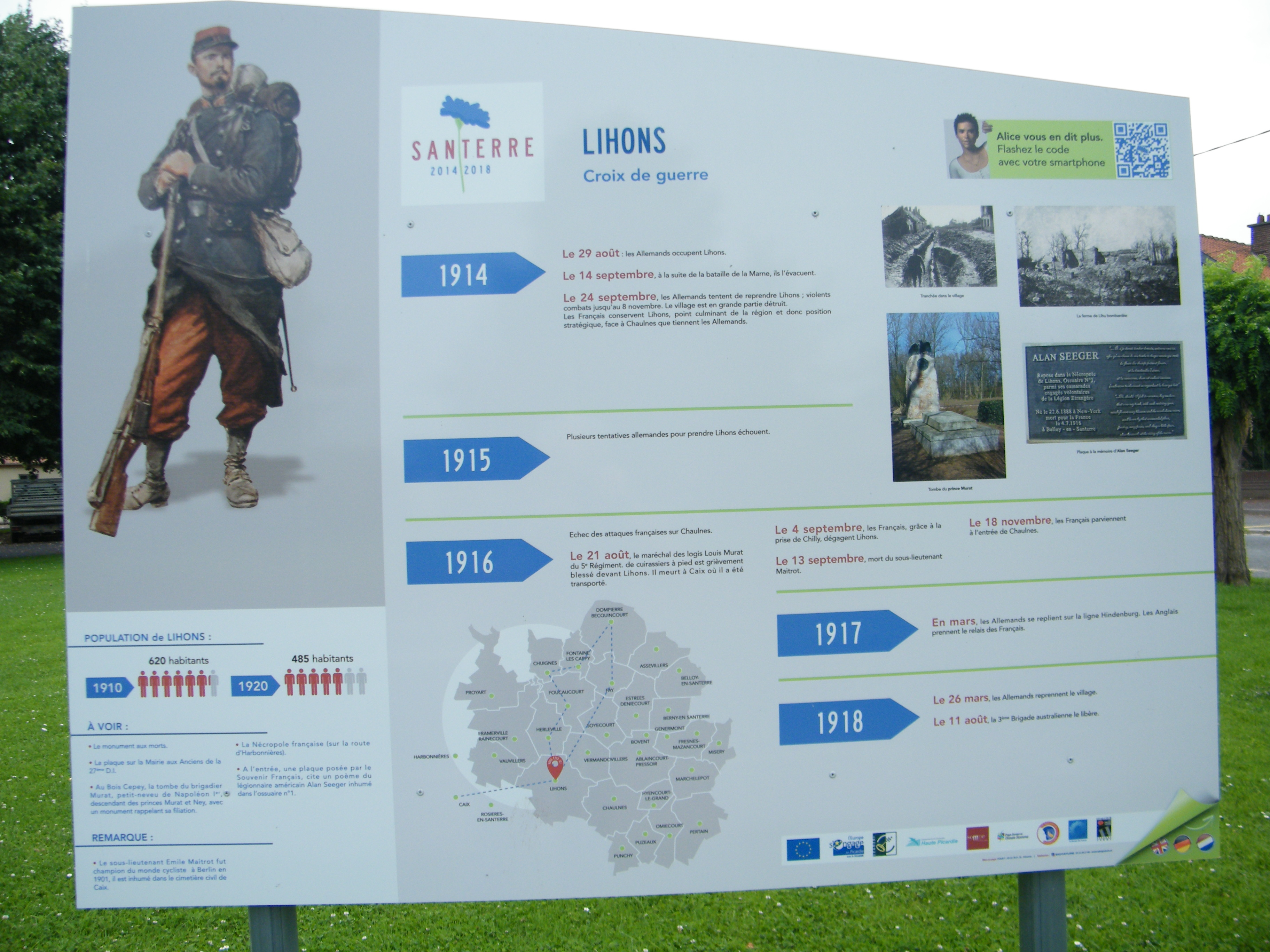
Histoire locale.
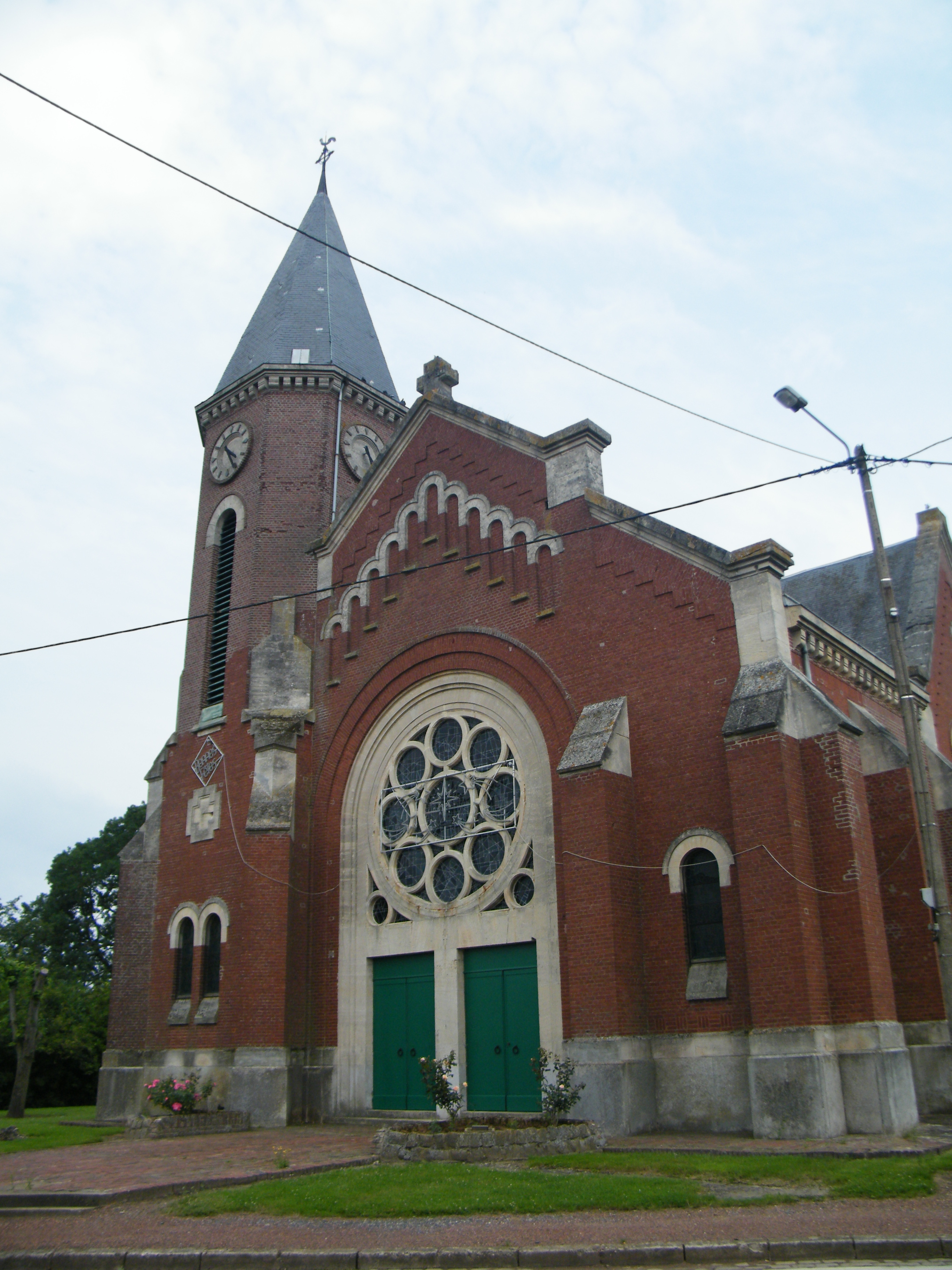
L'église Saint-Médard.
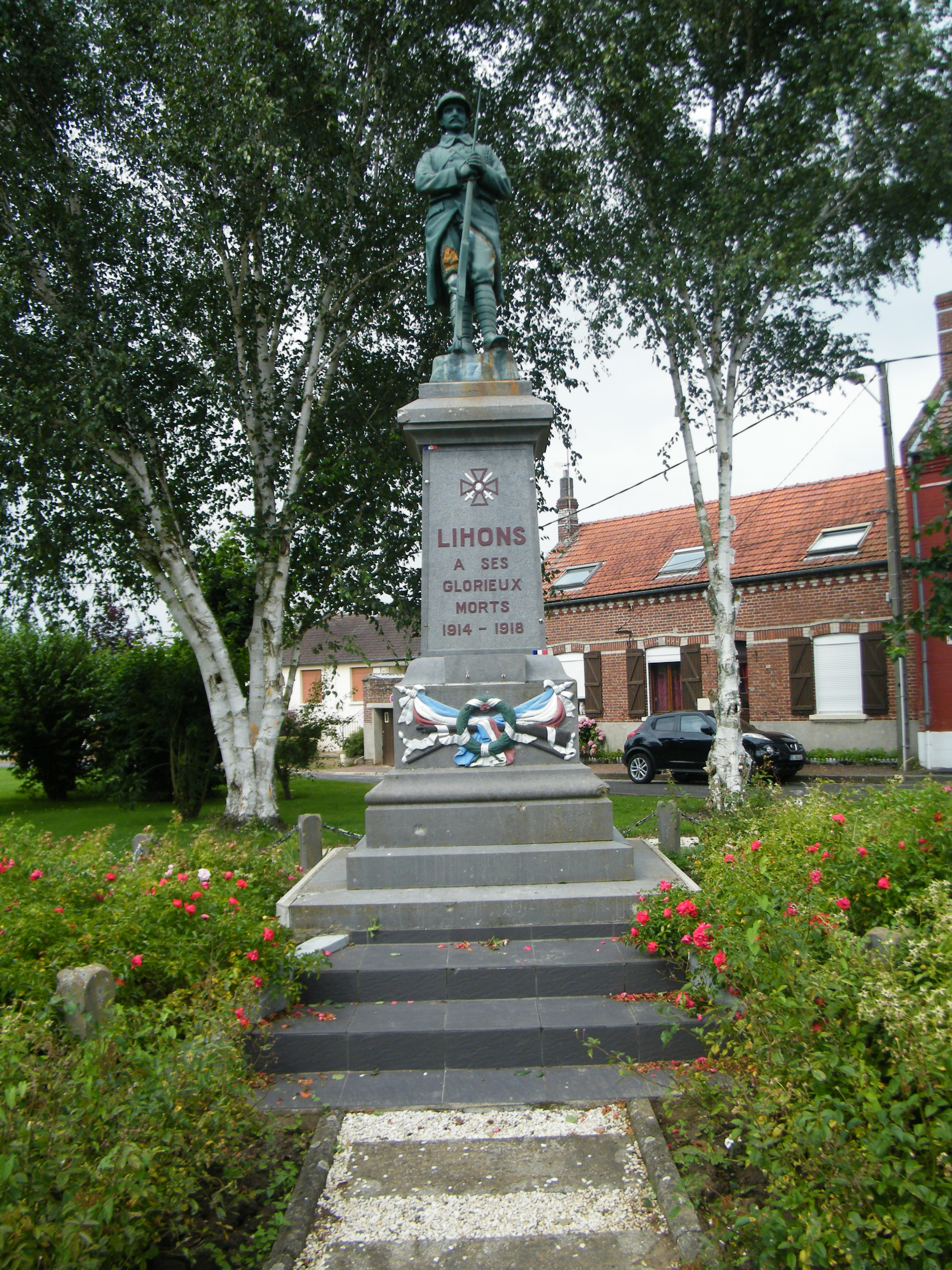
Le monument aux morts.
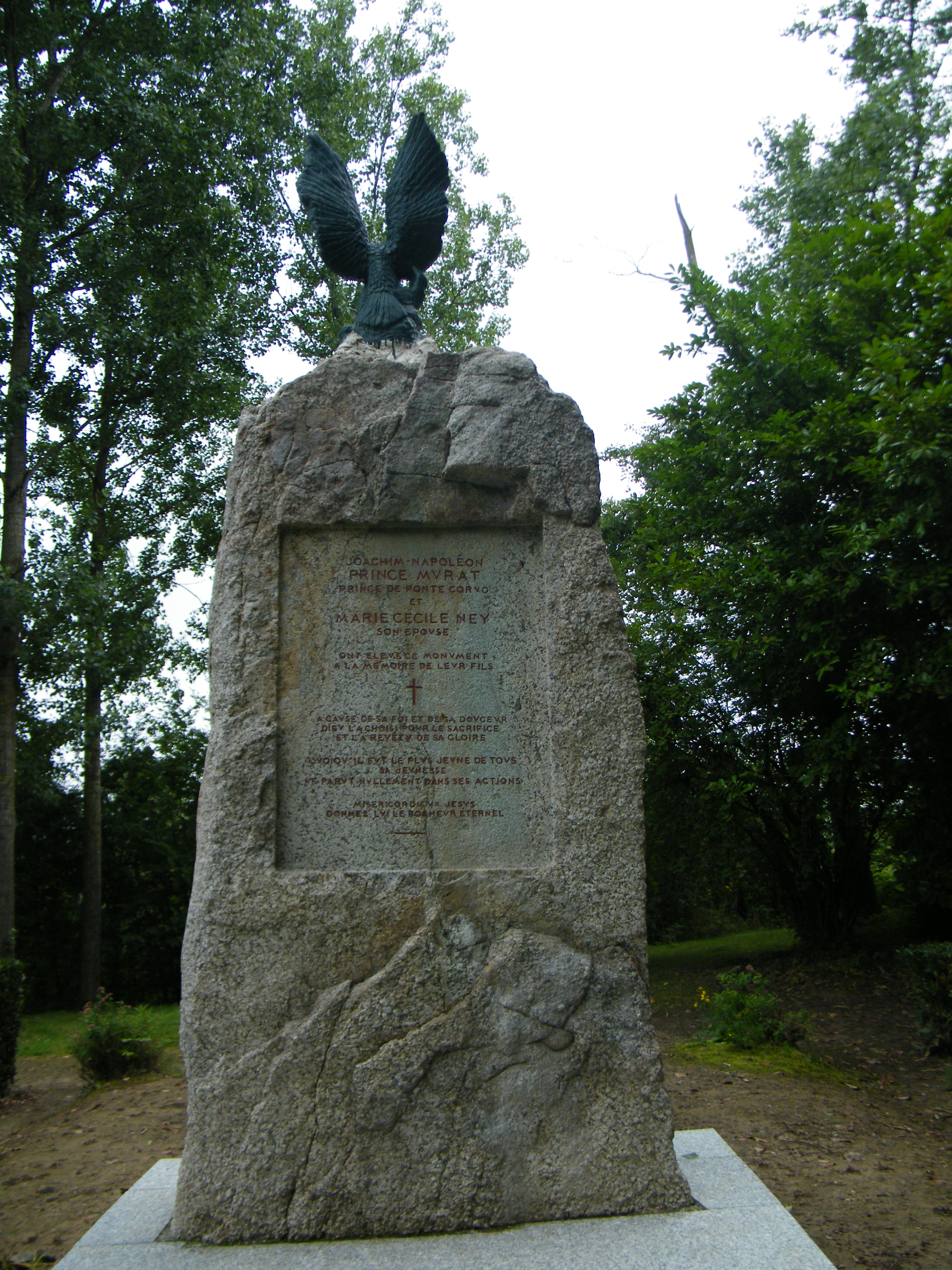
Le monument de la tombe du prince Murat.

### Personnalités liées à la commune
- Jean d'Arc du Lys, neveu de Jeanne d'Arc, échevin d'Arras, chassé de cette ville par une émeute, se réfugia à Lihons en 1491 où il mourut en 1495[46].
- Alexandre François de Boubers-Mazingan, né le 5 janvier 1744 à Lihons et mort le 18 mars 1819 à Paris, général de brigade français de la Révolution puis du Consulat, chevalier de Saint-Louis et officier de la Légion d'honneur[47].
- Eugène Maricourt, né le 13 juillet 1824 à Lihons et mort le 31 mai 1900 à Cholet, recteur de l'université catholique d'Angers de 1882 à 1894.
- François Flameng, né le 6 décembre 1856 à Paris et mort en 1923 dans la même ville, peintre officiel des armées dont les nombreux croquis et dessins des combats pendant la Grande Guerre — en particulier près de Lihons — parurent dans la revue L'Illustration.
- Élisée Maclet, né le 12 avril 1881 à Lihons et mort à Paris en 1962, peintre de la butte Montmartre[48],[46].
- Émile Maitrot[49], né le 2 juillet 1882 à Meurville  et mort au combat le 14 septembre 1916 à Lihons, est un cycliste français, champion du monde 1901 de vitesse amateur.
- Louis Murat, maréchal des logis, prince impérial, engagé volontaire au 5e cuirassiers à pied, tué à Lihons à l'âge de 20 ans, le 21 août 1916. Il était « petit-neveu[c] » de Napoléon Ier et « petit-fils[d] » du maréchal d'Empire Murat et de Caroline Bonaparte, une des sœurs de l'Empereur[48].
- Alan Seeger, poète américain (né en 1888 à New York, mort en 1916 à Belloy-en-Santerre), engagé volontaire dans la Légion étrangère, tué au combat lors de la bataille de la Somme, est inhumé dans la nécropole nationale de Lihons[50]. Une plaque  y rappelle son souvenir[48].

### Héraldique
|  | Les armes de la commune se blasonnent ainsi : mi parti de gueules à la croix d'argent cantonnée de 4 têtes de lions contournées du même et d'azur à la croix d'or cantonnée de 4 têtes de lions d'or à dextre et d'argent à senestre. Ornement extérieur : Croix de guerre 1914-1918 |

### Rappels
1. ↑  Les ruisseaux intermittents sont représentés en traits pointillés.
2. ↑  Population municipale de référence en vigueur au 1er janvier 2025, millésimée 2022, définie dans les limites territoriales en vigueur au 1er janvier 2024, date de référence statistique : 1er janvier 2022.